# Millerleon subdolus
Millerleon subdolus is een insect uit de familie van de mierenleeuwen (Myrmeleontidae), die tot de orde netvleugeligen (Neuroptera) behoort. 
Millerleon subdolus is voor het eerst wetenschappelijk beschreven door Walker in 1853.